# Geleitzug Dervish
Dervish war die offizielle Bezeichnung eines alliierten Nordmeergeleitzuges, der Ende August 1941 auslief, um Nachschub für die Rote Armee von Island nach Archangelsk durch das Nordmeer zu transportieren. Der Geleitzug war der erste alliierte Nordmeergeleitzug und hatte als einziger einen Namen, während alle späteren Geleitzüge eine alphanumerische Kennung erhielten.

## Aufstellung und Auslaufen

### Anforderung
Nach dem Überfall auf die Sowjetunion formierte sich die Anti-Hitler-Koalition, die Lieferungen von Kriegsgerät und kriegswichtigem Material an die Sowjetunion im Rahmen des Leih- und Pachtgesetzes beschloss. In der sogenannten Konferenz von Moskau wurde im ersten Protokoll die Lieferung von 200 Flugzeugen bis Juni 1942 vereinbart. Obwohl die sowjetischen Vertreter Jagdflugzeuge vom modernen Typ Spitfire gefordert hatten, waren diese Maschinen wegen der Verluste aus der Luftschlacht um England nicht verfügbar und so entschied die britische Regierung, zunächst Maschinen des etwas älteren Modells Hawker Hurricane in die Sowjetunion zu senden. Die erste Lieferung sollte per Schiff an sowjetische Nordmeerhäfen geschickt werden, um die Flugzeuge direkt vor Ort mit britischen Mannschaften im Rahmen der „Operation Benedict“ einzusetzen. Sie sollten insbesondere die Hafenanlagen gegen deutsche Luftangriffe aus Finnland absichern, um so künftigen Geleitzügen sicheres Entladen zu ermöglichen.
Bodenpersonal, ein Teil der Piloten, Ersatzteile und 16 zerlegte Flugzeuge sollten mit dem Geleitzug „Dervish“ transportiert werden, 24 weitere Flugzeuge wurden vom Flugzeugträger HMS Argus am 7. September im Nordmeer gestartet und flogen selbstständig zu ihrer neuen Basis Waenga bei Seweromorsk.

### Zusammensetzung
Das Geleit lief von Liverpool am 12. August 1941 aus, die Geleitsicherung bestand aus dem Flugabwehrschiff Pozarica, den U-Jagd-Trawlern St. Cathan und Le Tigre sowie den Minensuchtrawlern Celia, Hamlet, Ophelia und Macbeth. Die Schiffe erreichten am 15. August Scapa Flow, wo sich die Zerstörer Electra, Impulsive und Active anschlossen. Die Schiffe liefen von dort nach Reykjavík und wurden bis zum 18. August vom Leichten Kreuzer Aurora begleitet.
Den Kern des Geleitzuges bildeten dort sechs Frachtschiffe unter dem Kommando von Commodore JCK Dowding:
- Llanstephan Castle, britisch, 11.348 BRT
- Trehata, britisch, 4.817 BRT
- New Westminster City, britisch, 4.747 BRT
- Alchiba, holländisch, 4.427 BRT
- Esneh, britisch, 1.931 BRT
- Lancastrian Prince, britisch, 1.914 BRT

hinzu kam der Flottentanker RFA Aldersdale mit 8.402 tons.

### Auslaufen
Der Geleitzug verließ Hvalfjörður am 21. August 1941, geschützt von der Nahsicherung aus HMS Electra, HMS Active, HMS Impulsive, den Minensuchern HMS Halcyon, HMS Harrier, HMS Salamander der Halcyon-Klasse, sowie den Minensuchtrawlern HMT Hamlet, HMT Macbeth und HMT Ophelia.
Die Fernsicherung oblag bis zum 30. August einer Kampfgruppe mit dem Flugzeugträger Victorious, den Schweren Kreuzern Devonshire und Suffolk sowie drei Zerstörern.

## Ankunft des Geleitzuges
Der Geleitzug „Dervish“ wurde nicht von der deutschen Aufklärung entdeckt und erreichte ohne Verluste am 31. August 1941 Archangelsk. Die Handelsschiffe lieferten:
- 16 Jagdflugzeuge vom Typ Hawker Hurricane[2]
- 534 Soldaten der Royal Air Force (Piloten und Bodenpersonal)[4]
- 10.000 Tonnen Gummi und Zinn[4]
- 3.800 Wasserbomben[5]

## Belege und Verweise